# Renato Toso
Renato Toso (Remanzacco, 7 luglio 1928) è un ex calciatore italiano, di ruolo difensore.

## Carriera
Di ruolo terzino, giocò per sei stagioni in Serie A con Udinese e Triestina.